# Emánuel belga herceg
Emánuel belga herceg (Brüsszel, 2005. október 4. –) teljes nevén Emmanuel Leopold Willem Frans Maria Fülöp belga király és Matild másodszülött fia.

## Ifjúsága
Emánuel herceg 2005. október 4-én az Erasmus kórházban, Brüsszelben született. Fülöp koronaherceg és Matild hercegnő második fia; szülei harmadik gyermeke. December 10-én a Ciergnon-kastély kápolnájában keresztelték meg. Családjával a Laeken-palotában él.
2013. július 3-án nagyapja, II. Albert – előrehaladott korára és megromlott egészségi állapotára hivatkozva – lemondott a trónról apja, Fülöp brabanti herceg javára, akit július 21-én meg is koronáztak. Emánuelnek egy nővére (Erzsébet), egy bátyja (Gábor) és egy húga (Eleonóra) van. 2012-ben jelentették be, hogy Emánuel herceg elhagyta a Sint-Jan Berchmans kollégiumot, majd az Eureka speciális iskolában folytatja tanulmányait. Szereti a következő sportokat gyakorolni: kerékpározás, úszás, síelés és vitorlázás. Fuvolán is játszik.